# Río Madera (España)
El río Madera es un río del sur de la península ibérica perteneciente a la cuenca hidrográfica del Segura que discurre en su totalidad por el territorio del este de la provincia de Jaén (España). 

## Curso
El río Madera nace bajo el Calar del Espino, en el término municipal de Orcera, dentro del parque natural de las Sierras de Cazorla, Segura y Las Villas. Realiza un recorrido por una abrupta orografía de unos 18 km en sentido norte-sur a través de densos bosques de pinares hasta su desemboca en el río Segura a la altura de la localidad de Huelga Utrera, en el término de Santiago-Pontones.

## Historia
El nombre del río se debe a la abundante madera de su entorno, utilizada desde antiguo para la construcción de buques de la Armada, y que se transportaba por el río. Tal fue la importancia de esta materia prima, que en el siglo XVIII Fernando VI creó la Provincia Marítima de Segura de la Sierra para el aprovechamiento de la madera segureña para la construcción de los barcos de la Armada Invencible.

## Flora y fauna
El valle de Río Madera constituye la principal masa forestal del parque natural de Cazorla, Segura y Las Villas, así como una de las principales reservas de la península ibérica pino laricio o salgareño.
Además, el río Madera, junto a los ríos Aguacebas Grande y Zumeta y el embalse de las Anchuricas, es una de las cuatro áreas del parque natural de las Sierras de Cazorla, Segura y Las Villas denominadas aguas libres trucheras de alta montaña, en las que se ha impuesto un régimen de pesca sin muerte para la trucha común.